# Монстрація
Монстра́ція (від «демонстрація») — масова художня акція у формі демонстрації з гаслами і транспарантами, які учасники використовують як основний засіб комунікації з глядачами, один з одним, як засіб самовираження; а також як художню техніку, за допомогою якої вони осмислюють навколишню дійсність. Здебільшого зміст транспарантів виглядає гранично абсурдним і аполітичним, однак вони мають багатозначність. Монстрація є дійством не за сценарієм. Автор позначає лише місце і точний час початку, решта — імпровізація учасників дійства. У зв'язку з цим організатори відносять монстрацію не до флешмобу чи перформансу, а до гепенінгу.
Дата проведення монстрацій — 1 травня кожного року.